# Johnny Nelson
Johnny Nelson, właśc. Ivanson Ranny Nelson (ur. 4 stycznia 1967 w Sheffield) − brytyjski zawodowy bokser, były mistrz świata federacji WBO w wadze junior ciężkiej.

## Kariera zawodowa
Na zawodowych ringach zadebiutował 18 marca 1986 przegrywając na punkty z Peterem Brownem. W swojej trzeciej walce 3 października 1986 poniósł porażkę z debiutującym na zawodowych ringach przyszłym mistrzem WBO Magne Havnå. 21 maja 1989 pokonał Andyego Straughna zdobywając pas mistrza Wielkiej Brytanii oraz skutecznie broniąc go pięć miesięcy później gdy znokautował w drugiej rundzie Iana Bullocha. Po tym pojedynku 27 stycznia 1990 otrzymał szansę walki o mistrzostwo federacji WBC w wadze junior ciężkiej przeciw broniącemu tytułu Carlosowi De León, pojedynek ten zakończył się remisem. 14 grudnia 1990 roku zdobył pas EBU pokonując przez techniczny nokaut w dwunastej rundzie Markusa Botta a w swojej pierwszej obronie cztery miesiące później wygrał przez TKO w ósmej rundzie Yves’a Monsieura. Po tym Pojedynku ponownie otrzymał szansę walki o mistrzowski pas, do której doszło 16 maja 1992 przegrywając jednogłośną decyzją z mistrzem federacji IBF Jamesem Warringiem. 24 października spotkał się z przyszłym mistrzem wagi ciężkiej Corrie Sandersem. przegrywając pojedynek na punkty. 27 marca 1999 otrzymał trzecią szansę zdobycia pasa mistrzowskiego którą wykorzystał pokonując przez techniczny nokaut w piątej rundzie Carla Thompsona i odbierając mu pas federacji WBO. Swój tytuł obronił czternastokrotne pokonując między innymi Marcelo Fabiana Domingueza, Ezra Sellersa czy remisując z Guillermo Jonesem. 26 listopada 2005 po swojej ostatniej obronie w której pokonał Vincenzo Cantatore zrezygnował z mistrzowskiego tytułu i zakończył karierę.

## Poza sportem
Johnny Nelson tak naprawdę nazywa się Ivanson Ranny Nelson. Po zakończeniu kariery pracuje w telewizji SKY jak i również pewien czas pomagał więźniom rozpoczynać nowe życie, często też bierze udział w akcjach charytatywnych. Do dzisiaj mieszka w Sheffield wraz z żoną i dwiema córkami, Johnny ma jeszcze jedną córkę z poprzedniego związku. 2007 roku wydał swoją autobiografię pt: Hard Road To Glory.